# Tío Saín
El Tío Saín es el personaje de una leyenda muy extendida por la Región de Murcia. Era un tipo terrible, caracterizado como un asustador de niños, con el que amedrentaban a los más pequeños para que se fueran a dormir.

## El mito
El mito del "Tío Saín" relata que era un personaje real. Y que hasta hace unos años se le veía embutido bajo un sombrero gacho, negro y grasiento, de fieltro raído. Quienes manifestaron haberle visto la cara, afirmaban que tenía una mirada torva.
Se rumoreaba que vivía en un chamizo (choza), en el corazón de la Sierra de la Almenara, al Sur de Cotes. Y, cuando bajaba a los llanos de los Alporchones, en todo momento andaba distante y solitario, abstraído en pensamientos ancestrales. Nunca tuvo aparcero, como era costumbre en el lugar. Siempre utilizaba atajos y vericuetos en sus correrías. Tampoco se le conoció ni mujer ni hombre alguno.
A los niños les contaban que el tío Saín solía llevárselos para sacarles la sangre o la grasa del cuerpo (el saín es la grasa de los animales) y arrojarlos al aljibe, si es que éstos, llegada la hora de irse a la cama, empezaban a hacerse los remolones. En las noches de lluvia y ventisca, estaba presente en el menor ruido. La oscuridad de las noches de los niños la impregnaba la sombra obsesiva del tío Saín.
El rumor del viento y el aullido de los canes, repetido de monte en monte por el eco, llevaba el olor sanguinario a la imaginación infantil, en las largas noches de invierno.
Algunos aventuraban a pensar que algo había entre el tío Saín y cierto suceso que tuvo lugar, allá por los años de la guerra, en el entorno de los Alporchones, entre una pareja de carabineros y un ‘alijero’ que pasaba productos de contrabando desde el litoral hasta la llanura del Guadalentín, soslayando los puestos de vigilancia, a través de la sierra.